# Krystyna Ciechomska

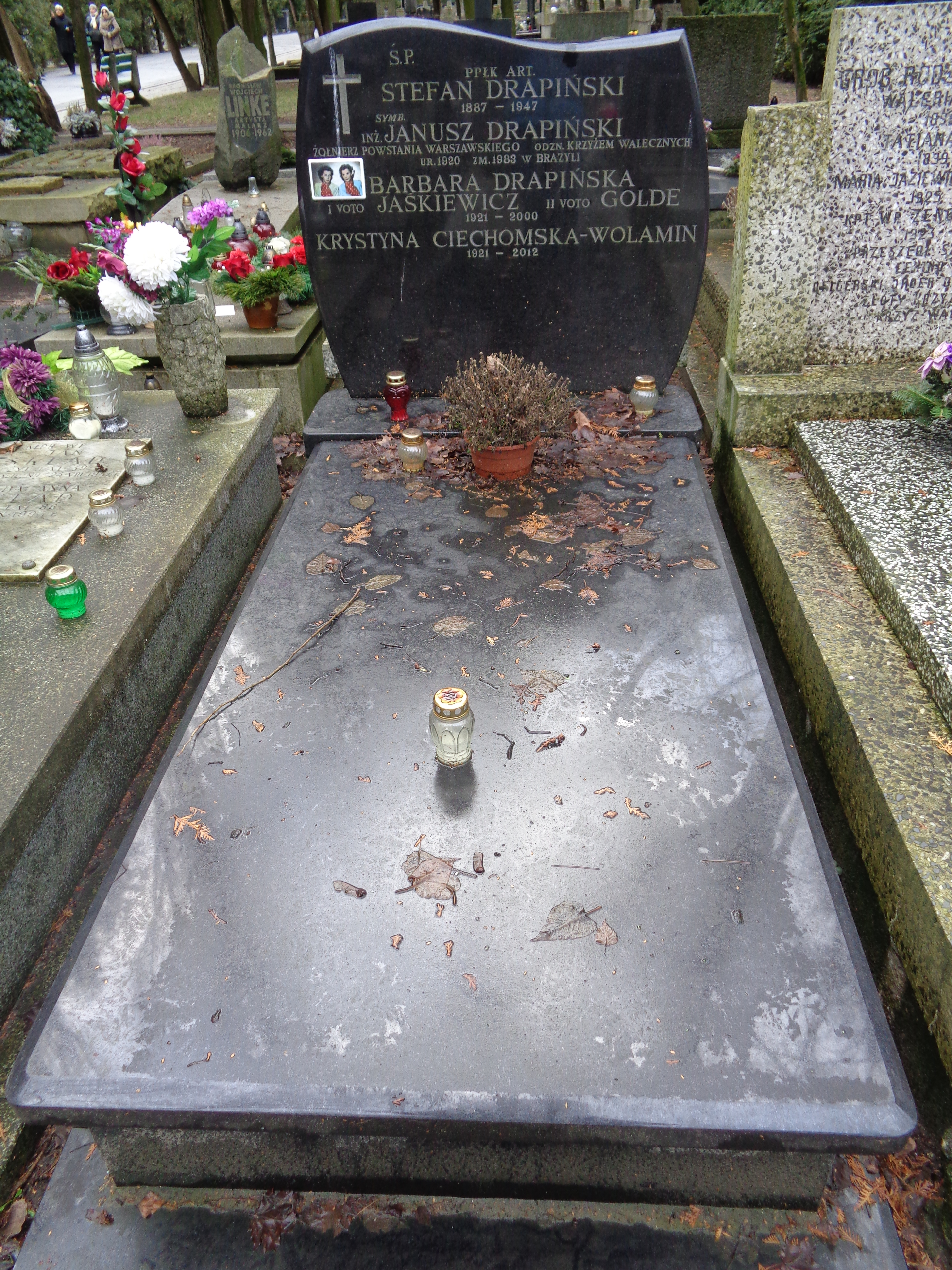
Grób Krystyny Ciechomskiej-Wolamin i jej siostry Barbary Drapińskiej na wojskowych Powązkach

Krystyna Stanisława Ciechomska-Wolamin z domu Drapińska (ur. 8 listopada 1921 w Warszawie, zm. 4 maja 2012 tamże) – polska aktorka filmowa i teatralna.

## Życiorys
Siostra bliźniaczka aktorki Barbary Drapińskiej.
Debiutowała na teatralnej scenie 30 sierpnia 1948 roku w Teatrze Kameralnym Domu Żołnierza w Łodzi, gdzie występowała do roku 1949. W latach 1949–51 grała w Teatrze Polskim we Wrocławiu, następnie w latach 1951–61 w Teatrze Ludowym w Warszawie, a w latach 1961–84 w Teatrze Dramatycznym w Warszawie.
Występowała w roli hrabiny Genowefy Przełęskiej w serialu Kariera Nikodema Dyzmy (1979) Jana Rybkowskiego. 
Po zakończeniu kariery aktorskiej, w roku 1988, założyła hodowlę psów rasowych yorkshire terrier o przydomku hodowlanym „Coś Podobnego”.
Po śmierci Barbary Drapińskiej w 2000, przejęła po niej rolę Anieli Grzelakowej w słuchowisku radiowym Matysiakowie.
Aktorka zmarła 4 maja 2012, a jej pogrzeb odbył się 18 maja na Powązkach Wojskowych w Warszawie (kwatera 4A-4-5).

## Filmografia
- 1949 - Dom na pustkowiu jako Hanka
- 1956 - Nikodem Dyzma jako prezesowa Rakowiecka
- 1971 - Jagoda w mieście jako pani w autobusie
- 1976 - Klara i Angelika jako aktorka
- 1978 - Bilet powrotny jako gość na weselu Antoniny i Pierre’a
- 1978 - Rodzina Połanieckich jako Broniczowa
- 1979 - Godzina"W” jako sąsiadka Jacka
- 1979 - Kariera Nikodema Dyzmy jako hrabina Genowefa Przełęska
- 1980 - Nic nie stoi na przeszkodzie jako kierowniczka domu starców
- 1984 - Przyspieszenie jako cyrkowa aktorka

## Odznaczenie
- Krzyż Kawalerski Odrodzenia Polski (2001)[4]